# Cheilopogon rapanouiensis
Cheilopogon rapanouiensis е вид лъчеперка от семейство Летящи риби (Exocoetidae). Видът не е застрашен от изчезване.

## Разпространение и местообитание
Разпространен е в Нова Каледония, Фиджи и Чили (Великденски остров).
Обитава океани и морета в райони с тропически климат.

## Описание
На дължина достигат до 30 cm.